# Le Rat qui s'est retiré du monde
Le Rat qui s'est retiré du monde est la troisième fable du livre VII de Jean de La Fontaine situé dans le second recueil des Fables de La Fontaine, édité pour la première fois en 1678.

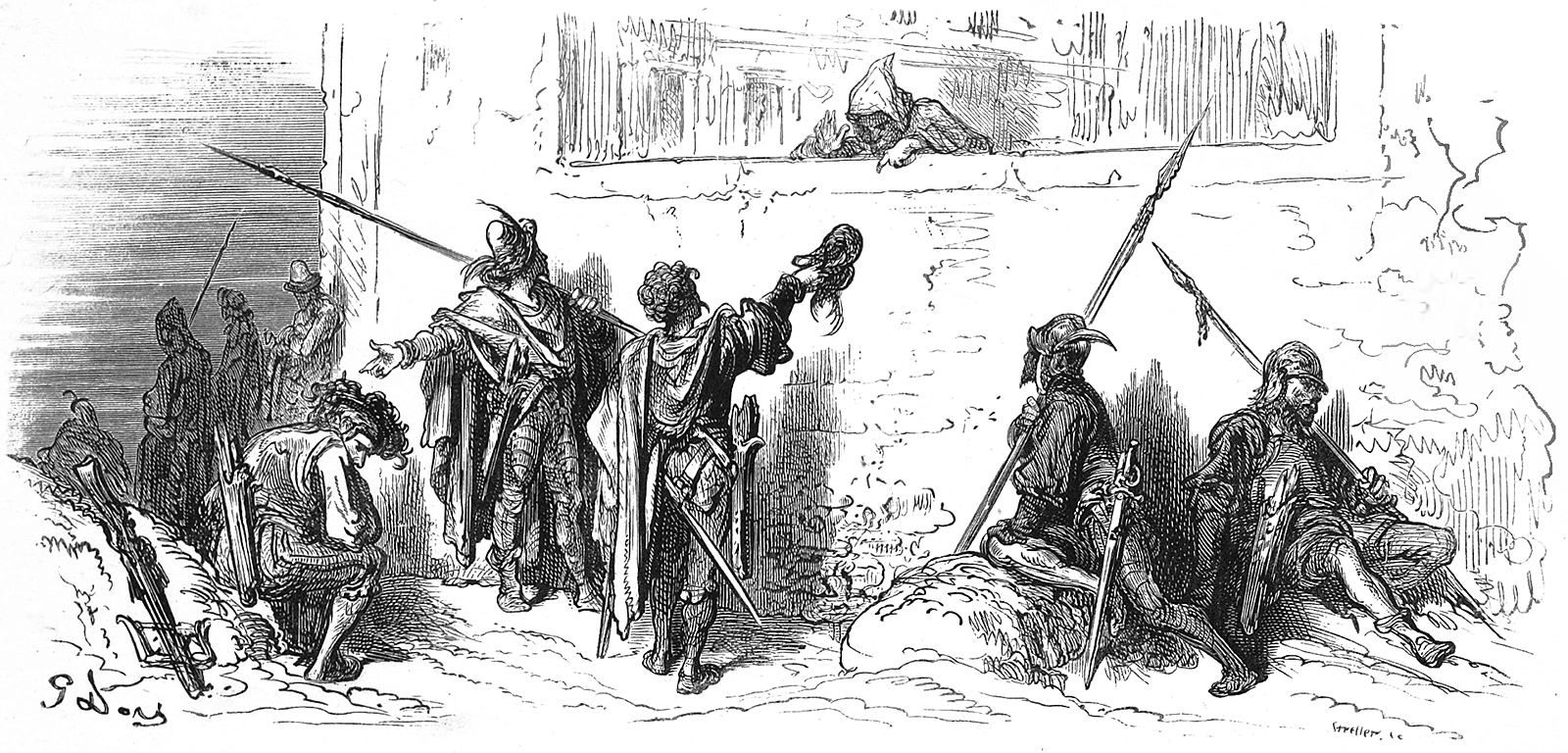
Gravure de Gustave Doré (1876)

La fable dénonce l'avarice et l'hypocrisie des moines.

## Texte
LE RAT QUI S'EST RETIRÉ DU MONDE

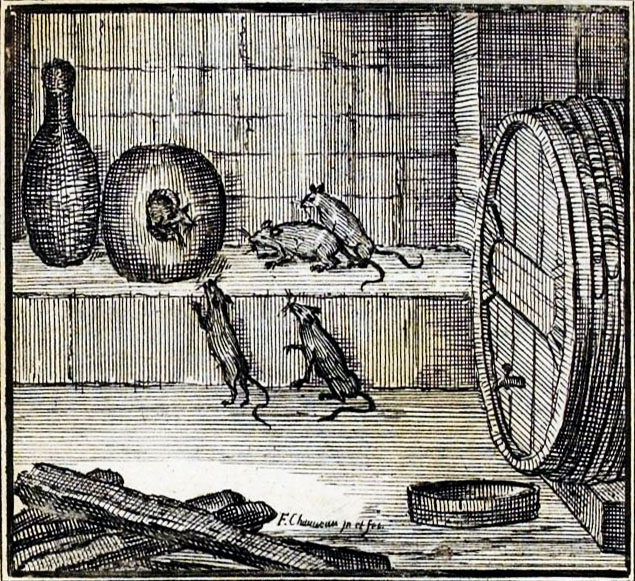
Gravure de François Chauveau (1613-1676)

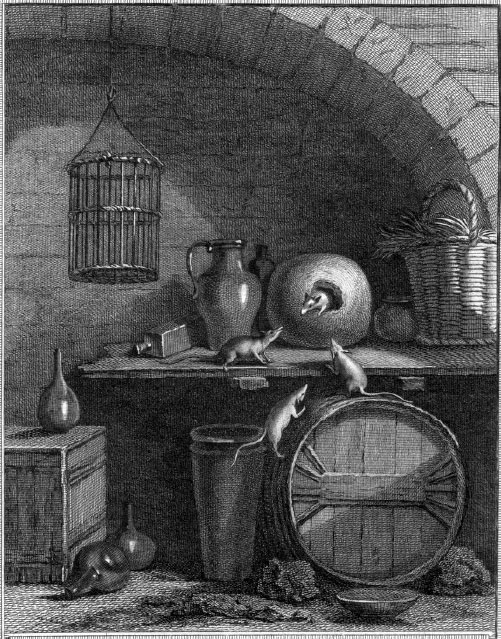
Illustration de 1756

             Les Levantins (1) en leur légende 
Disent qu'un certain Rat las des soins (2) d'ici-bas,  
             Dans un fromage de Hollande 
             Se retira loin du tracas.  
             La solitude était profonde,  
             S'étendant partout à la ronde. 
Notre ermite nouveau (3 ) subsistait là-dedans. 
             Il fit tant de pieds et de dents 
Qu'en peu de jours il eut au fond de l'ermitage  
Le vivre et le couvert : que faut-il davantage ?  
Il devint gros et gras : Dieu prodigue ses biens 
             À ceux qui font vœu d'être siens.  
             Un jour, au dévot personnage 
             Des députés du peuple rat  
S'en vinrent demander quelque aumône légère :  
             Ils allaient en terre étrangère  
Chercher quelque secours contre le peuple chat ;  
             Ratopolis était bloquée :  
On les avait contraints de partir sans argent,  
             Attendu l'état indigent  
             De la république attaquée.  
Ils demandaient fort peu, certains que le secours 
             Serait prêt dans quatre ou cinq jours. 
             " Mes amis, dit le Solitaire,  
Les choses d'ici-bas ne me regardent plus ; 
             En quoi peut un pauvre reclus (4)  
             Vous assister ? que peut-il faire,  
Que de prier le Ciel qu'il vous aide en ceci ?  
J'espère qu'il aura de vous quelque souci. " 
             Ayant parlé de cette sorte, 
             Le nouveau Saint ferma sa porte.  
             Qui désignai-je, à votre avis,  
             Par ce Rat si peu secourable ?  
             Un moine ? Non, mais un dervis (5) : 
Je suppose qu'un moine est toujours charitable. 

Vocabulaire
(1) habitants du Levant, c'est-à-dire des pays bordant la Méditerranée orientale.
(2) soucis
(3) d'un genre nouveau
(4) qui vit renfermé et isolé du monde
(5) derviche, membre d'une confrérie religieuse turque menant une vie de pauvreté et austère